# Campo Trotter
Il Campo Trotter è stato un campo di calcio a 11 della città di Milano. Fu il primo campo casalingo del Milan e ha ospitato le gare interne dei rossoneri fino al 1902.  

## Caratteristiche
Collocato in Piazza Doria nella parte nord di Milano, dove oggi è presente la Stazione di Milano Centrale, è stato un campo da calcio pionieristico, comprensibilmente privo di molte attrezzature. I calciatori, che non erano ammessi agli spogliatoi riservati per l'ippodromo e le gare di tiro al volo, dovevano presentarsi già vestiti con la divisa del club. In alternativa, potevano abbigliarsi nello scantinato di Casa Pirelli in Via Ponte Seveso, oppure in un angolo poco fuori dal recinto di gioco. A quanto pare non aveva le tribune e non c'era un vero e proprio ingresso.
Il campo Trotter era espressione della natura decisamente dilettantistica del calcio delle origini. Le porte del campo di gioco erano composte da tre pali smontabili e asportabili, per evitare il furto da parte dei passanti, e non avevano reti, anche perché considerate non prioritarie (in Italia le reti furono aggiunte alle porte per la prima volta solo nel 1906, e proprio in occasione di una partita in casa del Milan). Il rettangolo di gioco era delimitato da alcune pennellate di calce.

## Storia
Fu inaugurato il 27 ottobre 1892 con denominazione ufficiale "Trotter Italiano".
L'impianto, iniziato nel 1891 era stato progettato per accogliere le gare di tiro al volo, le corse di cavalli, le gare ciclistiche e successivamente anche le prime partite di calcio.
L'impianto sportivo era ubicato fuori Porta Venezia, ed era uno splendido ippodromo con fondo in cemento e per questo ottimale per le competizioni ciclistiche. Era l'unica pista in cemento di Milano, mentre all'Arena Civica nel marzo 1893 la S.G. Pro Patria inaugurò una pista in legno lunga m. 400 e larga 7.
Era il terzo impianto ciclistico realizzato a Milano in ordine cronologico dopo il ciclodromo lungo m. 500 inaugurato il 12 giugno 1886 dalla "Società Lombarda dei Velocipedisti" in località San Rocco sotto le mura della "Simonetta" e la pista del "Veloce Club", un anello di m. 178 ubicato fra via Vivaio e via Cappuccini.
La pista ciclistica del Trotter fu realizzata dagli ingegneri Crespi, Magrini e Prevosti e l'anello in cemento armato aveva uno sviluppo di 900 metri per 20 di larghezza e una tribuna lunghissima prospiciente il rettifilo principale. Con quest'ultimo impianto la Milano velocipedistica meritava il titolo onorifico di "capitale dello sport ciclistico". L'impianto ciclistico era gestito dalla sezione velocipedistica della S.G.M. Forza e Coraggio che lo inaugurò con una grande manifestazione nazionale fra il 29 e il 2 luglio 1893.
Ospitò le primissime gare interne del Milan, fino all'aprile 1902. I rossoneri, che utilizzarono in principio il campo per due partite amichevoli tra Milan A contro Milan B il 18 e 25 febbraio, debuttarono nel mondo calcistico contro formazioni di altre società l'11 marzo 1900 in occasione di un incontro celebrativo per la Medaglia del Re (dunque slegato dal successivo torneo che la mise in palio come trofeo) con un derby da due tempi di quaranta minuti ciascuno contro la Mediolanum, vincendo 2-0.
Uno degli incontri che ebbe maggior seguito di sostenitori presso il rettangolo di gioco del Trotter fu un Milan-Genoa, seguito da circa 500 persone sotto la pioggia.
Dopo il 1902, il Milan decise di trasferirsi al campo dell'Acquabella, da un lato per le precarie condizioni in cui versava il campo Trotter, dall'altro perché nell'area del primo storico campo di gioco dei rossoneri era prevista la soppressione delle manifestazioni sportive in favore della costruzione della Stazione di Milano Centrale.
Dopo 20 anni di attività velocipedistica e ciclistica (1886-1906) la S.G.M. Forza e Coraggio vide il proprio contratto in atto con la Società del Trotter non rinnovato e la sezione ciclistica chiusa per l'imminente chiusura del Trotter e la cessione di tutta l'area al Demanio del Regno d'Italia.